# Aspasía Mános
Vous lisez un « bon article » labellisé en 2013.  Il fait partie d'un « thème de qualité ».
Pour les articles homonymes, voir Famille Manos et Manos.
Aspasía (ou Aspasie) Mános (grec moderne : Ασπασία Μάνου / Aspasía Mánou), princesse de Grèce et de Danemark, est née le 4 septembre 1896 à Athènes, en Grèce et décédée le 7 août 1972 à Venise, en Italie. Épouse du roi Alexandre Ier de Grèce et mère de la reine Alexandra de Yougoslavie, ses origines non royales l'empêchent d'être titrée reine des Hellènes. Veuve, elle est toutefois intégrée à la famille royale de Grèce à la suite d’un décret daté du 10 septembre 1922, ce qui fait d'elle et de sa fille les deux seuls membres de la dynastie à être de souche hellène.
Fille du colonel Pétros Mános, officier d’ordonnance du roi Constantin Ier de Grèce, Aspasía grandit aux côtés de la famille souveraine. Après le divorce de ses parents, l'adolescente part étudier en France et en Suisse. Revenue dans son pays en 1915, elle y retrouve le prince Alexandre, qui ne tarde pas à la séduire. Épris l'un de l'autre mais conscients du refus de la famille royale de reconnaître la relation d'un des siens avec une femme n'appartenant pas au gotha européen, les deux jeunes gens se fiancent secrètement.
Pendant ce temps, la situation intérieure de la Grèce se complique du fait de la Première Guerre mondiale. Le roi Constantin Ier est contraint de renoncer au trône en 1917 et Alexandre doit ceindre la couronne. Séparé de sa famille et soumis à son Premier ministre, Elefthérios Venizélos, le nouveau souverain n'a pour seul réconfort qu'Aspasía. En dépit de l'opposition de ses parents (exilés en Suisse) et des vénizélistes (qui veulent le marier à une Windsor), le nouveau monarque épouse secrètement sa maîtresse le 17 novembre 1919. Révélé au public peu de temps après, le mariage provoque un énorme scandale et Aspasía doit à son tour partir à l'étranger. Elle est cependant rejointe par son époux après quelques mois de séparation, puis autorisée à rentrer en Grèce, sans recevoir le titre de reine des Hellènes. Bientôt enceinte d'une fille, Alexandra, la jeune femme perd son époux après à peine un an de mariage, le 25 octobre 1920.
Dans les mêmes moments, la situation de la Grèce se dégrade à nouveau. Tandis que le pays s'enlise dans un conflit meurtrier avec la Turquie, Constantin Ier est restauré (19 décembre 1920) puis à nouveau renversé (27 septembre 1922), en faveur du diadoque Georges. D'abord écartée de la famille royale, Aspasía est progressivement intégrée en son sein par un décret émis par son beau-père. La situation de la jeune femme reste néanmoins précaire, du fait du mépris que lui voue sa belle-sœur et surtout de l'instabilité politique que traverse le pays. Seuls membres de la famille royale à être autorisés à rester en Grèce après la proclamation de la république le 25 mars 1924, Aspasía et sa fille choisissent de s'installer à Florence, auprès de la mère d'Alexandre. Elles y restent jusqu'en 1927 puis partagent leur vie entre le Royaume-Uni et Venise.
La restauration de la monarchie grecque en 1935 n'amène pas de grand changement dans la vie d'Aspasía. Mise à l'écart par sa belle-famille, elle fait de sa villa vénitienne sa résidence principale, jusqu'au déclenchement de la guerre italo-grecque en 1940. Après un bref retour dans son pays, où elle travaille pour la Croix-Rouge, la princesse passe la Seconde Guerre mondiale en Grande-Bretagne. En 1944, elle y marie sa fille avec le roi exilé Pierre II de Yougoslavie et devient grand-mère avec la naissance du prince Alexandre en 1945. Une fois la paix restaurée, Aspasía retourne vivre à Venise. Ses vieux jours sont marqués par les difficultés économiques, la maladie et surtout par la dépression de sa fille, qui fait plusieurs tentatives de suicide. Aspasía meurt en 1972, mais ce n'est qu'en 1993 que sa dépouille est finalement transférée dans la nécropole royale de Tatoï.

## Famille

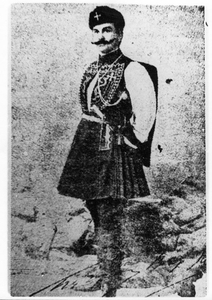
Portrait de Pétros Mános, père d'Aspasía, vers 1905.

Aspasía est la fille du colonel Pétros Mános (1871-1918), officier d’ordonnance du roi Constantin Ier de Grèce, et de sa première épouse María Argyrópoulos (1874-1930).
Issue de l'aristocratie phanariote par ses deux parents, Aspasía est la descendante de plusieurs voïvodes de Valachie et de Moldavie, parmi lesquels Nicolas Caradja (1737-1784), Michel II Soutzo (1784-1864), Serban Ier Cantacuzène (1634-1688) et Jean-Théodore Kallimachis (v. 1690-1780).
Aspasía est par ailleurs apparentée à plusieurs personnalités grecques de premier ordre. Arrière-petite-fille d'Anárgyros Petrákis (d. 1892), premier maire d'Athènes et plusieurs fois ministre, elle est également la nièce du député et écrivain Konstantínos Mános (1869-1913) et du ministre et diplomate Periklís Argyrópoulos (1871-1953) ainsi que la petite-nièce du Premier ministre Kyriakoúlis Mavromichális (1849-1916).
Enfin, Aspasía a une sœur, Roxáni Mános (1898-????), épouse du député Chrístos Zalokóstas (1894-1975), et une demi-sœur, la chorégraphe Ralloú Mános (1915-1988),.
Le 17 novembre 1919, Aspasía épouse secrètement, à Athènes, le roi Alexandre Ier de Grèce (1893-1920), lui-même fils du roi Constantin Ier de Grèce (1868-1923) et de la princesse Sophie de Prusse (1870-1932). De ce mariage inégal, conclu en dehors des règles de succession grecques, naît une fille posthume : 
- Alexandra de Grèce (1921-1993), princesse de Grèce et de Danemark (1922), qui épouse le roi Pierre II de Yougoslavie (1923-1970). Ce sont les parents du prince Alexandre de Yougoslavie (1945), actuel prétendant au trône de Serbie.

## Biographie

### Jeunesse

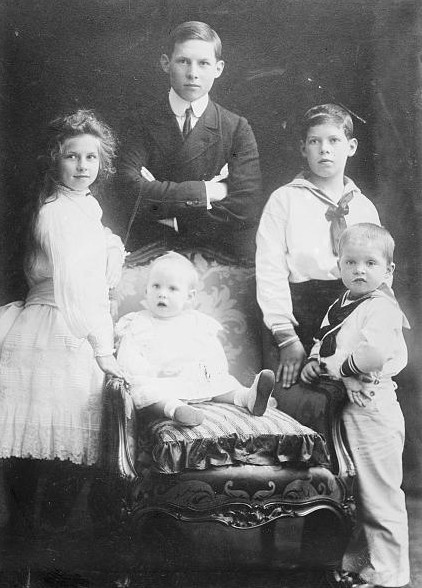
Les enfants du diadoque Constantin en 1905. De gauche à droite, on peut voir la princesse Hélène, la princesse Irène, le prince Georges, le prince Alexandre et le prince Paul.

#### Premières années
Fille du colonel Pétros Mános, officier d’ordonnance du diadoque Constantin, Aspasía côtoie, durant son enfance, les enfants du futur roi des Hellènes. Après le divorce de ses parents, l’adolescente quitte Athènes pour compléter ses études en France et en Suisse,.
Revenue en Grèce en 1915, la jeune fille s’installe chez sa mère, Maria Argyropoulos. Peu de temps après, elle retrouve son ami d’enfance, Alexandre de Grèce, lors d’une fête donnée par Théodore Ypsilántis. Décrite par plusieurs de ses contemporains comme une femme très belle, Aspasía séduit immédiatement le prince hellène, qui n’a alors plus d’autre souhait que de la conquérir.

#### Des fiançailles secrètes
Dans un premier temps, Aspasía se montre très réticente face aux assauts du prince. Réputé pour ses nombreuses conquêtes féminines, Alexandre lui semble d’autant peu digne de confiance que leur différence sociale rend improbable toute relation sérieuse. La persévérance du jeune homme, qui se rend à Spetses durant l’été 1915 dans le seul but d’y retrouver Aspasía, finit cependant par vaincre ses appréhensions.
Très amoureux l’un de l’autre, les deux jeunes gens finissent même par se fiancer mais leur projet matrimonial reste cependant secret. De fait, les parents d’Alexandre, et surtout la reine Sophie, sont très attachés aux convenances sociales et il est pour eux impensable que leurs enfants épousent des personnes étrangères au gotha européen,.

### La Première Guerre mondiale et ses conséquences

#### L'accession au trône d'Alexandre
Pendant la Première Guerre mondiale, le roi Constantin Ier (monté sur le trône en 1913) maintient la Grèce dans une politique de neutralité bienveillante envers l’Allemagne et les autres puissances de la Triplice. Beau-frère du Kaiser Guillaume II, le roi est accusé par les Alliés d'être germanophile parce qu'il a effectué une partie de sa formation militaire en Prusse. Cette situation aboutit à la rupture entre le souverain et son Premier ministre, Elefthérios Venizélos, qui est quant à lui convaincu de la nécessité de soutenir les pays de la Triple-Entente pour rattacher les minorités grecques de l'Empire ottoman et des Balkans au royaume hellène. Finalement, Constantin Ier est destitué en 1917 et remplacé par le prince Alexandre, jugé plus malléable que son frère aîné par la Triple-Entente.
Le jour de son accession au trône, le 10 juin 1917, Alexandre révèle à son père sa liaison avec Aspasía et lui demande l’autorisation d’épouser la jeune fille. Très réticent vis-à-vis de ce qu'il considère comme une mésalliance, Constantin demande alors à son fils d’attendre la fin de la guerre pour s’engager. En contrepartie, le roi lui promet d’être son témoin le jour de ses noces. Dans ces circonstances, Alexandre accepte de repousser son projet matrimonial jusqu’au rétablissement de la paix. Deux jours plus tard, Constantin et sa parentèle gagnent le petit port d’Oropos et prennent le chemin de l’exil : c’est la toute dernière fois qu’Alexandre est en contact avec sa famille.

#### Une liaison mal considérée

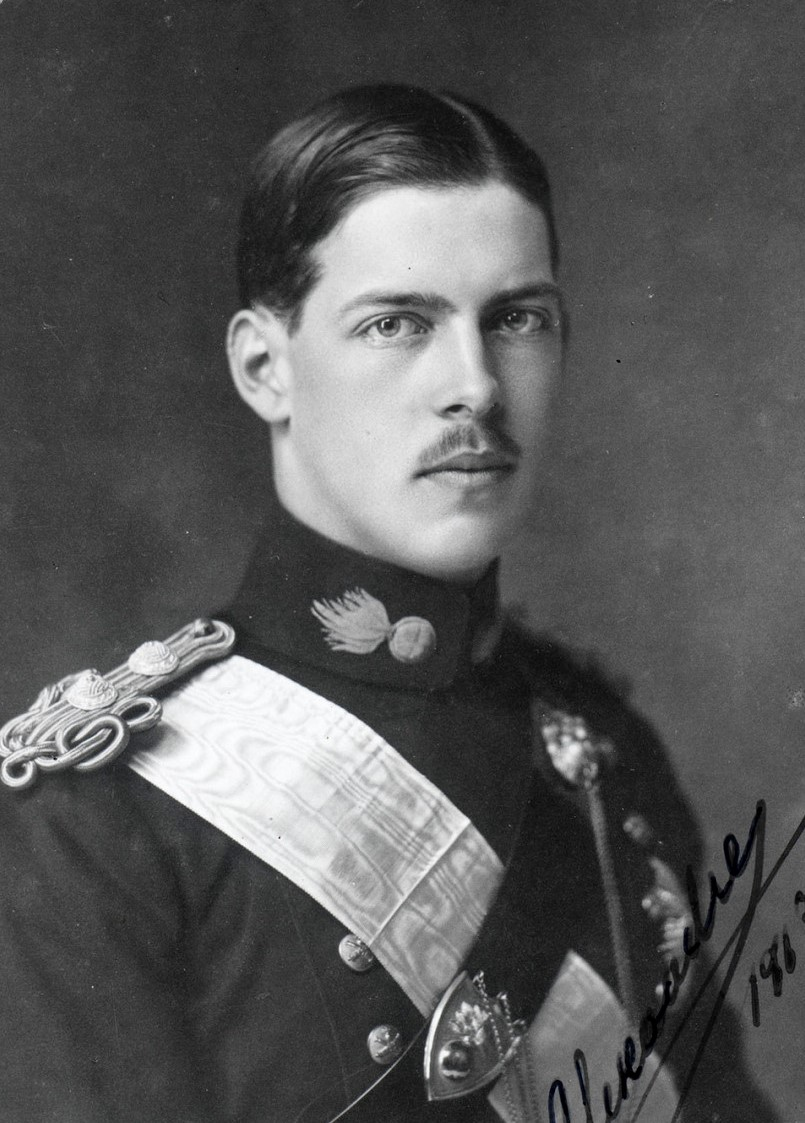
Le roi Alexandre Ier vers 1918.

Une fois sa famille partie en exil, Alexandre Ier se retrouve totalement isolé par Elefthérios Venizélos et ses partisans. L’ensemble du personnel de la monarchie est progressivement remplacé par les ennemis de Constantin Ier et son fils est écarté de ses amis, quand ceux-ci ne sont pas tout simplement arrêtés. Même les portraits de la dynastie sont retirés des résidences d’Alexandre et il arrive aux nouveaux ministres de l’appeler en sa présence « fils de traître ».
Prisonnier dans son propre royaume, le jeune roi supporte de plus en plus mal la séparation d’avec sa famille. Régulièrement, il écrit des lettres à ses parents mais ses courriers sont interceptés par le gouvernement et sa famille ne les reçoit pas. Dans ces conditions, le seul réconfort d’Alexandre reste Aspasía et il prend la décision de l’épouser malgré les recommandations de son père et l’opposition de son Premier ministre. De fait, Elefthérios Venizélos a beau avoir été l'ami de Pétros Mános, le père d’Aspasía, il craint que la jeune fille n'utilise ses liens familiaux pour servir d'intermédiaire entre lui et ses parents. Surtout, le Premier ministre préférerait que le monarque épouse une princesse britannique afin de consolider les liens qui unissent la Grèce à l'Entente,.
Cependant, la relation d’Alexandre et d’Aspasía n’a pas que des ennemis. La dynastie grecque est en effet d’origine germano-danoise et il faut remonter au Moyen Âge byzantin pour retrouver des ancêtres grecs chez les souverains. Dans ces circonstances, l’union du monarque et de sa fiancée permettrait d’helléniser la famille royale, ce qui ne serait pas pour déplaire à tous les Grecs. Enfin, chez les puissances étrangères mêmes, et particulièrement à l’ambassade britannique, l’hypothèse de ce mariage est vue d’un bon œil. De fait, l'influence d’Aspasía est jugée positive sur le souverain, ne serait-ce que parce qu'elle lui donne la force de ne pas abdiquer. La visite officielle du prince Arthur, duc de Connaught et Strathearn, à Athènes en mars 1918 confirme d’ailleurs le soutien du Royaume-Uni au projet de mariage. Le fils de la reine Victoria demande en effet à rencontrer Aspasía et déclare ensuite à Alexandre que, s’il avait été plus jeune, lui aussi aurait cherché à épouser la jeune fille.

### Un mariage scandaleux

#### Un mariage secret
Face aux oppositions, Alexandre et Aspasía décident de se marier secrètement. Avec l’aide du beau-frère de la jeune fille, Chrístos Zalokóstas, et après trois essais infructueux, le couple parvient à s’unir devant l'archimandrite Zacharistas, le 17 novembre 1919 au soir. Après la cérémonie, le religieux jure de garder le silence sur l'acte qu’il vient de célébrer mais il rompt rapidement sa promesse et court se faire confesser par l’archevêque-primat d’Athènes Mélèce III.

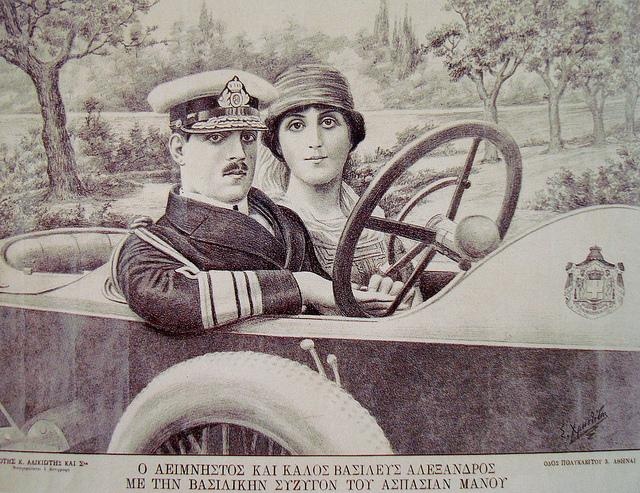
Le roi Alexandre Ier et son épouse Aspasía vers 1920.

Or, d'après la loi, les membres de la famille royale doivent non seulement obtenir l’autorisation du souverain pour se marier mais encore celle du chef de l’Église orthodoxe nationale. En épousant Aspasía sans en référer à l’archevêque, Alexandre Ier a donc désobéi à la loi et son attitude cause un énorme scandale dans le pays. Par conséquent, bien que le mariage du jeune couple soit reconnu comme légal, Aspasía ne peut porter le titre de « reine des Hellènes » : c'est donc sous le nom de « Madame Mános » qu'elle est désormais connue.

#### Un mariage inégal
Malgré sa colère face à cette mésalliance, Elefthérios Venizélos autorise, dans un premier temps, Aspasía et sa mère à s’installer au palais royal à la condition que l’union du souverain ne soit pas rendue publique. Cependant, l’information ne reste pas longtemps secrète et la jeune femme est bientôt obligée de quitter Athènes et la Grèce pour échapper au scandale. Exilée, Aspasía s’établit alors à Rome, puis à Paris. Alexandre Ier est finalement autorisé à la rejoindre dans la capitale française, six mois plus tard. Officiellement, il s’agit pour le monarque de réaliser une visite officielle auprès des chefs d'État alliés réunis à la Conférence de la paix. En réalité, ce séjour correspond en quelque sorte à la lune de miel du couple,.
Finalement, Aspasía et son époux reçoivent la permission du gouvernement de revenir ensemble en Grèce durant l’été 1920. Dans la capitale hellène, « Madame Mános » est d’abord accueillie chez sa sœur avant de s’installer au palais de Tatoï. C'est pendant cette période qu'elle tombe enceinte, et le couple s’en fait une très grande joie.

### La mort d'AlexandreIer

#### Une morsure de singe

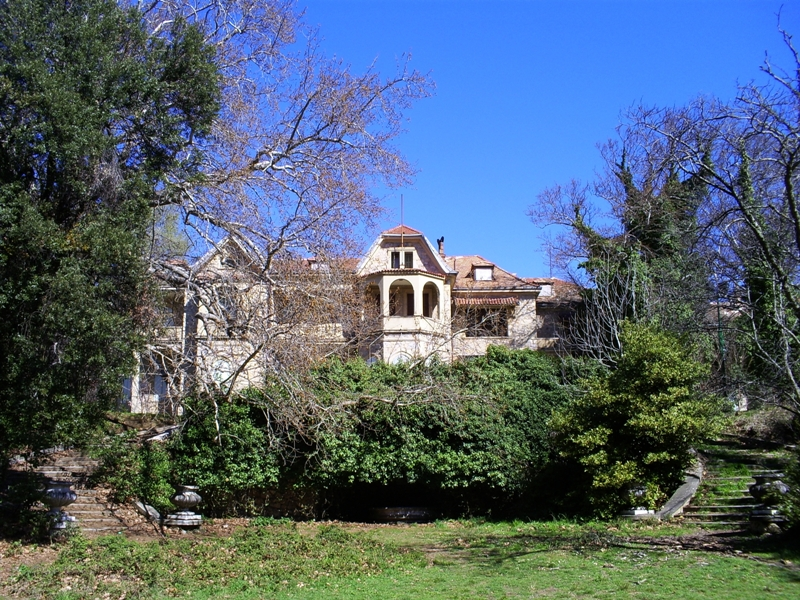
Le palais de Tatoï, en 2008.

Le 2 octobre 1920, un incident survient pendant qu’Alexandre Ier fait une promenade sur les terres du domaine de Tatoï. Un singe apprivoisé appartenant au régisseur des vignes du palais attaque Fritz, le berger allemand du souverain, et ce dernier tente de séparer les deux animaux. Mais, ce faisant, un autre primate attaque Alexandre et le mord profondément à la jambe et dans la région de l’estomac. Finalement, des domestiques accourent et chassent les singes. La plaie du souverain est ensuite nettoyée et pansée mais pas cautérisée. De fait, le roi ne prête guère attention à ce qui vient de lui arriver et demande même que la nouvelle de l’incident ne soit pas communiquée,.

#### Une longue agonie
Dès le soir de l'événement, Alexandre est pourtant atteint d'une forte fièvre : sa plaie s’infecte et il est bientôt atteint de septicémie. Devant la rapide évolution de son mal, les médecins envisagent de lui amputer la jambe mais aucun ne souhaite vraiment prendre la responsabilité d’un tel acte. Opéré à sept reprises, il est veillé par la seule Aspasía durant les quatre semaines que dure son agonie. Sous l’effet de l’empoisonnement, le jeune roi souffre atrocement et ses cris de douleurs remplissent, par moments, le palais royal. Le 19 octobre, il commence à délirer et appelle sa mère auprès de lui dans son coma. Cependant, le gouvernement grec refuse de permettre à la reine Sophie de revenir dans le pays. À Saint-Moritz, où elle est exilée avec le reste de la famille royale, la souveraine supplie les autorités hellènes de la laisser prendre soin de son fils mais Venizélos reste inflexible. Finalement, la reine douairière Olga, veuve de Georges Ier, est autorisée à se rendre seule à Athènes auprès de son petit-fils. Mais, retardée par une mer agitée, la vieille femme arrive douze heures après la mort du roi, le 25 octobre 1920,. Informés par télégramme dans la nuit, les autres membres de la famille royale apprennent la nouvelle du décès avec beaucoup de tristesse.
Deux jours après la mort du monarque, ses funérailles sont célébrées dans la cathédrale d'Athènes. Une fois encore, la famille royale se voit refuser l’autorisation de séjourner en Grèce et, hormis Aspasía, seule la reine Olga est présente à l’enterrement. Le corps d’Alexandre est ensuite enseveli sur les terres du domaine royal de Tatoï,.

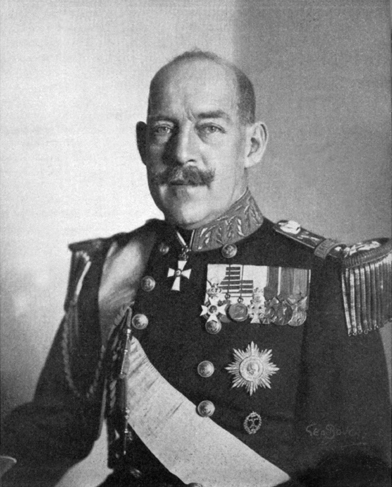
Le roi Constantin Ier de Grèce vers 1921.

### La naissance d'Alexandra et ses conséquences

#### Un royaume sans roi
Enceinte de quatre mois au moment de la mort de son époux, Aspasía se retire dans le palais du diadoque, à Athènes. En Grèce, la disparition inattendue d’Alexandre Ier a des conséquences autrement graves : elle pose la question de la succession et même de la survie de la monarchie. Le roi ayant contracté un mariage sans en demander l'autorisation à l'Église nationale, son enfant à naître n’est pas dynaste selon la loi. Maintenir l’institution monarchique implique donc de trouver un autre souverain et, comme les vénizélistes s’opposent toujours à Constantin Ier et au diadoque Georges, le gouvernement se résout à proposer la couronne à un autre membre de la famille royale, le prince Paul. Cependant, l'adolescent refuse de monter sur le trône, qui reste résolument vacant,.
La grossesse d'Aspasía approchant à son terme, certains envisagent alors de placer son enfant sur le trône et la rumeur veut même que la jeune femme soit partisane de cette solution. Quoi qu'il en soit, la victoire des monarchistes aux élections législatives du 14 novembre 1920 change la donne. Dimítrios Rállis remplace Elefthérios Venizélos à la tête du cabinet et Constantin Ier est bientôt restauré,.

#### Une progressive intégration à la famille royale

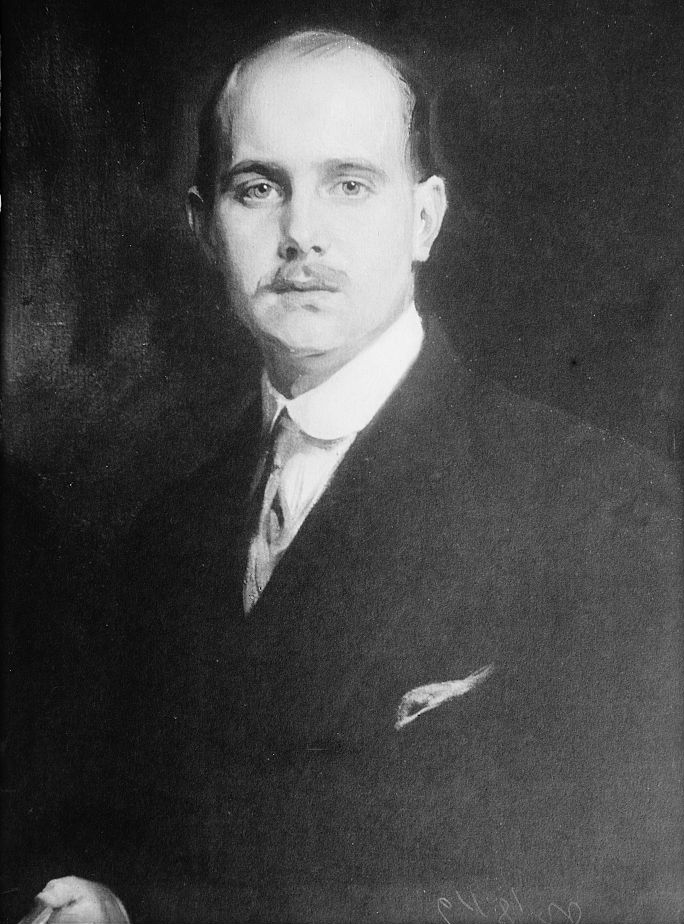
Le prince Christophe de Grèce.

La restauration de Constantin Ier n’amène d’abord aucun changement à la situation d’Aspasía. Considérée comme une intrigante par une partie de la famille royale, et notamment par sa belle-sœur la princesse Élisabeth de Roumanie qui la déteste, la jeune femme est soupçonnée de vouloir placer le bébé qu’elle porte sur le trône. La famille royale appréhende donc la naissance d’un enfant de sexe masculin, qui pourrait compliquer davantage la situation politique du pays à un moment où la Grèce est déjà en guerre contre la Turquie. Tous, dans la famille royale, ne partagent cependant pas cette méfiance. La princesse Alice de Battenberg, tante du défunt Alexandre, choisit ainsi de passer les fêtes de Noël 1920 en compagnie d’Aspasía. De son côté, la reine Sophie, qui s’était tant opposée à la relation de son fils avec Aspasía, se rapproche de la jeune femme et se réjouit de la naissance prochaine d’un petit-enfant,.
La venue au monde d’Alexandra, le 26 mars 1921, est un soulagement pour la famille royale : la Grèce appliquant alors la loi salique, l’enfant ne peut prétendre à la couronne et ne risque pas non plus d'être utilisée pour porter atteinte à la dynastie. Le roi Constantin Ier et la reine douairière Olga acceptent donc sans difficulté de devenir les parrain et marraine de la petite fille,. Malgré tout, ni l’enfant ni sa mère ne reçoivent davantage de reconnaissance officielle. Il faut en réalité attendre juillet 1922 et l’intervention de la reine Sophie pour qu’un processus législatif soit mis en place pour reconnaître de façon posthume le mariage d’Alexandre et d’Aspasía. Grâce à ce subterfuge légal, la petite Alexandra obtient le prédicat d’Altesse Royale et le statut de princesse de Grèce et de Danemark. Sa mère, en revanche, n’est pas concernée par la loi et reste une simple roturière aux yeux du protocole.
Humiliée par cette différence de traitement, Aspasía supplie le prince Christophe de Grèce, qui a lui aussi épousé une roturière, d’intercéder en sa faveur. Ému par les arguments de sa nièce, ce dernier intervient auprès de la reine Sophie, qui finit par se ranger à son avis. Sous la pression de la souveraine, un décret royal daté du 10 septembre 1922 (julien) et publié le 25 septembre 1922 (grégorien) confère à Aspasía le rang et le titre de princesse (mais pas de reine) de Grèce,.

### Entre chute de la monarchie et vie errante

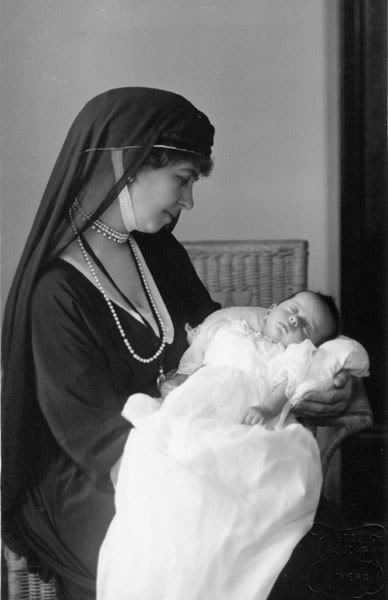
La reine Sophie de Prusse portant dans ses bras Alexandra, 1921.

#### D'Athènes à Florence
Malgré ces évolutions positives, la situation d’Aspasía et de sa fille ne s’arrange guère. De fait, la Grèce connaît de graves difficultés militaires face à la Turquie et un coup d’État oblige bientôt Constantin Ier à abdiquer en faveur du diadoque Georges, le 27 septembre 1922,. Les choses allant de mal en pis pour le pays, un autre coup d’État pousse le nouveau souverain et sa famille à partir en exil en décembre 1923. Le 25 mars suivant, la république est proclamée et Aspasía et Alexandra sont alors les seuls membres de la dynastie autorisés à rester vivre en Grèce,,.
Désargentées, la jeune femme et sa fille choisissent pourtant de prendre à leur tour le chemin de l’exil en 1924. Elles trouvent alors refuge auprès de la reine Sophie, qui s’est installée à la villa Bobolina, près de Florence, peu de temps après le décès de son époux, en décembre 1923. L'ex-souveraine, qui adore Alexandra, est ravie, même si sa situation financière est également délicate,.

#### De Londres à Venise
En 1927, Aspasía et sa fille quittent la reine Sophie pour s’installer près d’Ascot, au Royaume-Uni. Elles sont alors accueillies par sir James Horlick et sa famille, qui les hébergent dans leur château. Avec ses économies et le soutien financier des Horlick, Aspasía acquiert par ailleurs une petite propriété sur l’île de la Giudecca, à Venise. Ancienne résidence d’une tante du Premier ministre britannique Anthony Eden, la villa et ses 3,6 ha de parc fleuri sont surnommés Jardin d’Eden, ce qui ravit les princesses grecques,.
Veuve depuis de longues années, Aspasía noue, en 1933, une idylle avec le prince sicilien Strabia, qui lui demande de l’épouser. Alors qu’elle est sur le point d’accepter la proposition, il meurt, emporté brusquement par la fièvre typhoïde,.

### Une princesse à l'écart de la famille royale

#### De la restauration de la monarchie au déclenchement de la Seconde Guerre mondiale

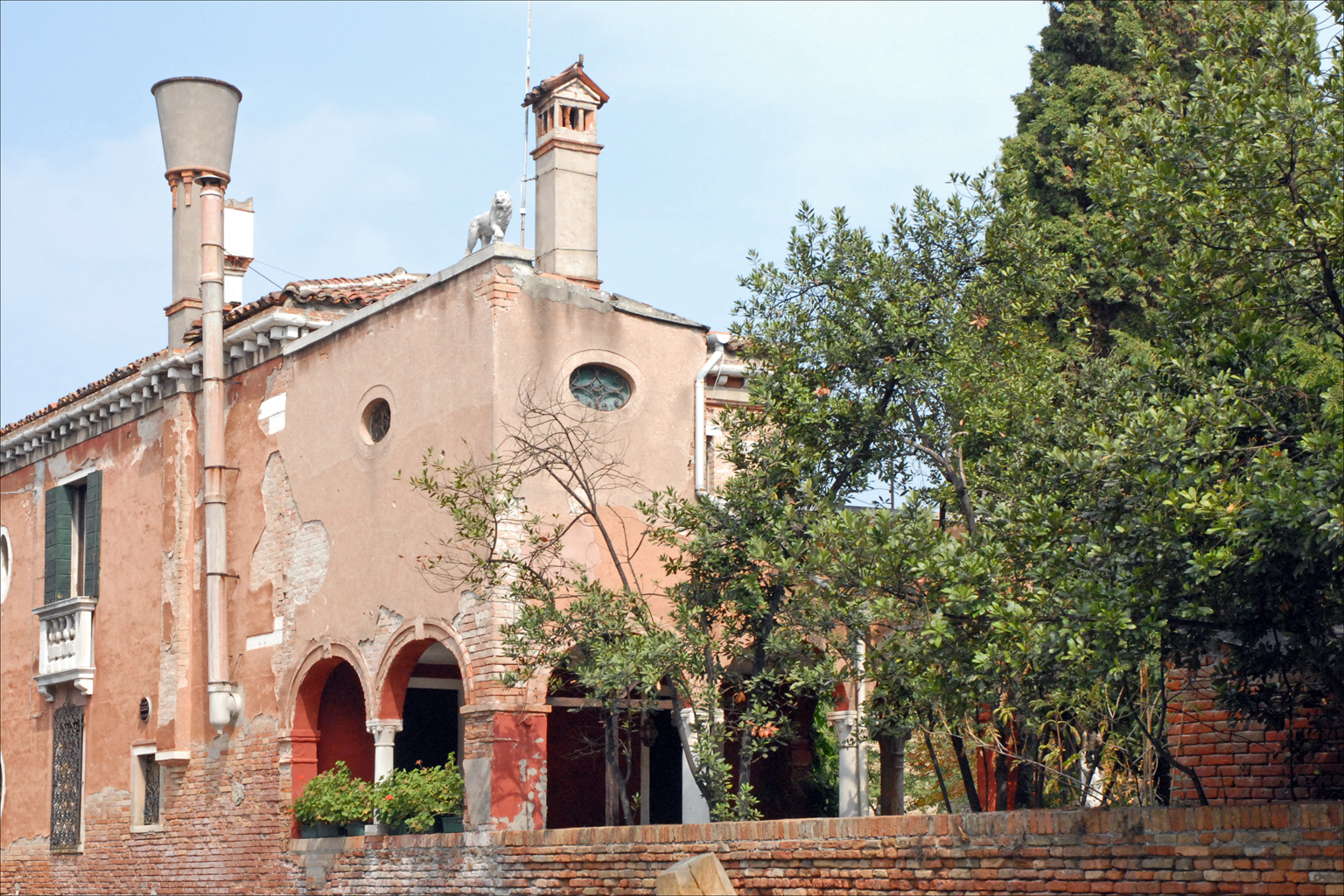
Le Jardin d’Eden, en 2011.

En 1935, la Deuxième République hellénique est abolie et Georges II est restauré sur le trône après un référendum organisé par le général Geórgios Kondýlis. Alors que plusieurs membres de sa belle-famille décident de rentrer en Grèce, Aspasía fait le choix de rester vivre en Italie mais n'en réclame pas moins, pour sa fille, la part de l'héritage d'Alexandre Ier qui lui revient. Contrairement à la princesse Alexandra, Aspasía n’est par la suite conviée ni aux cérémonies qui marquent le retour des cendres de Constantin Ier, Sophie et Olga dans le royaume hellène (1936), ni au mariage de son beau-frère, le diadoque Paul, avec la princesse Frederika de Hanovre (1938). Pire encore, Aspasía ne se voit accordée aucun emplacement au cimetière royal de Tatoï, la tombe de son époux étant accolée à celle de ses parents de façon à le garder éloigné de sa femme même dans la mort.
Le déclenchement de la guerre italo-grecque le 28 octobre 1940 oblige cependant Aspasía et Alexandra à quitter subitement l’Italie fasciste. La mère et la fille s’installent alors auprès du reste de la famille royale, à Athènes. Désireuse de servir son pays dans ce moment difficile, Aspasía s'engage dans la Croix-Rouge. Cependant, après plusieurs mois de combats victorieux contre les forces italiennes, la Grèce est envahie par l’armée du Troisième Reich et la plupart des membres de la famille royale sont évacués du continent le 22 avril 1941. Après un bref passage en Crète, où elles essuient des bombardements allemands, Aspasía et sa famille partent pour l’Égypte et l’Afrique du Sud,.

#### L'installation en Angleterre et le mariage d'Alexandra

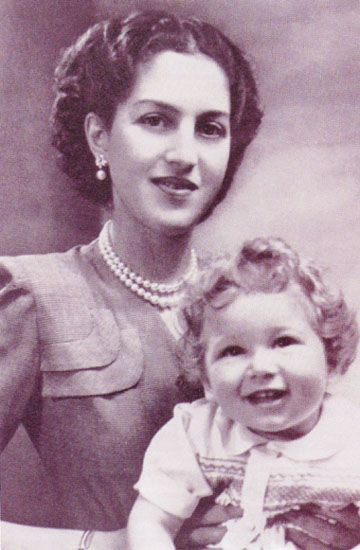
Alexandra de Grèce, à l'âge de vingt-cinq ans, avec son fils, le prince Alexandre (1946).

Alors que sa belle-sœur Frederika et plusieurs autres membres de la famille royale sont contraints à passer la Seconde Guerre mondiale en Afrique du Sud, Aspasía obtient l'autorisation du roi Georges II et du gouvernement britannique de venir s'installer au Royaume-Uni avec sa fille. Arrivées à Liverpool à l’automne 1941, les deux femmes s’installent à Londres, dans le quartier de Mayfair. Dans la capitale anglaise, les princesses grecques reprennent leurs activités dans la Croix-Rouge. Mieux acceptées que dans leur propre pays, elles sont régulièrement reçues par la duchesse de Kent (née Marina de Grèce) et retrouvent, durant ses permissions, le futur duc d’Édimbourg (né Philippe de Grèce), dont la rumeur veut, un moment, qu’il soit fiancé à Alexandra.
Ce n’est cependant pas avec son cousin qu'Alexandra noue, à cette époque, une relation amoureuse. En 1942, la fille d'Aspasía fait la connaissance du roi Pierre II de Yougoslavie lors d’un gala d’officiers donné à Grosvenor House. Âgé de 19 ans, le souverain vit en exil à Londres depuis l’invasion de son pays par les forces de l’Axe en avril 1941. Rapidement, les deux jeunes gens s'éprennent l'un de l'autre et finissent par se marier, le 20 mars 1944, en dépit de l'opposition de la reine-mère Marie de Yougoslavie. La cérémonie est très modeste, du fait des difficultés financières liées à la guerre, mais Aspasía, qui a toujours désiré voir sa fille épouser un excellent parti, est ravie,,.
Peu après la fin de la guerre, le 17 juillet 1945, Alexandra donne naissance à un fils unique, le prince Alexandre, dans une chambre de l'hôtel Claridge's, transformée pour l'occasion en territoire yougoslave par le Premier ministre britannique Winston Churchill. Cependant, l'arrivée de l'héritier du trône précède de peu la destitution des Karageorgévitch et la proclamation de la République fédérative socialiste de Yougoslavie par le maréchal Tito le 29 novembre 1945. C'est le début d'une longue période de difficultés, marquée par la précarité financière, la poursuite de vains projets politiques et la dégradation des relations d'Alexandra et de Pierre II.

### Dernières années

#### Entre retour à Venise et difficultés financières
Une fois la Seconde Guerre mondiale terminée, Aspasía fait le choix de ne pas rentrer en Grèce mais de revenir vivre à Venise, sur l’île de la Giudecca. De retour dans le Jardin d’Eden, elle y retrouve sa villa à moitié détruite par le conflit et entreprend de la reconstruire. Toujours aussi désargentée et préoccupée par la situation de sa fille, qui lui confie un moment la garde du prince Alexandre, Aspasía mène une vie discrète, ponctuée par quelques rares apparitions publiques lors d’événements mondains ou culturels. Les années passant, sa situation financière se dégrade encore. Pendant l’hiver 1959-1960, la princesse ne parvient plus à payer ses factures de chauffage et elle doit quitter temporairement le Jardin d’Eden pour les hôtels Europa et Britannia de Venise,. Peu de temps après, elle est contrainte de mettre en vente quelques meubles et d’autres objets de valeur pour rembourser ses dettes.

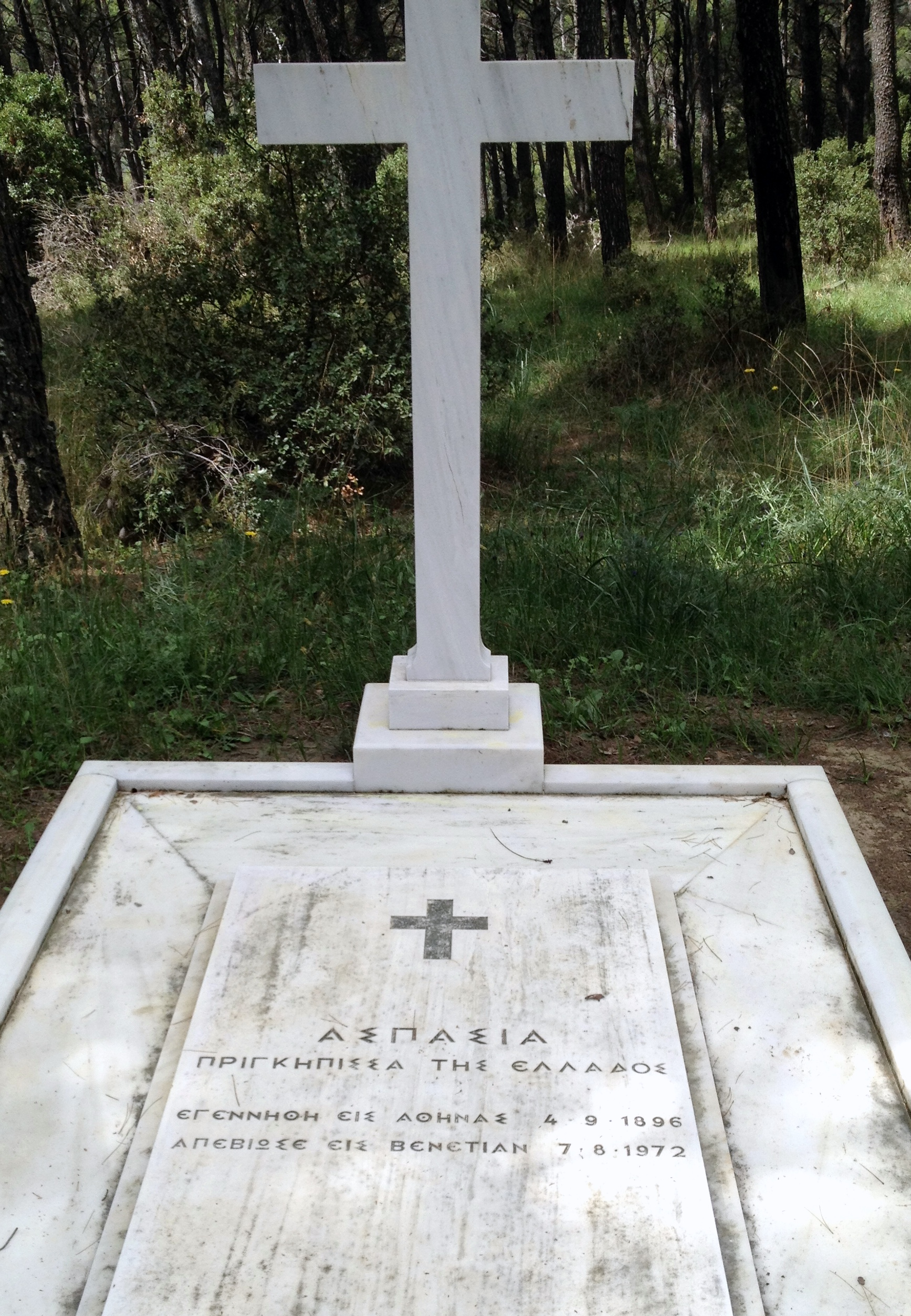
La tombe d'Aspasía, à Tatoï, en 2013.

#### Entre dépression d'Alexandra et problèmes de santé
Brisé par l’exil et les difficultés financières, l'ex-roi Pierre II, gendre d'Aspasía, devient progressivement alcoolique et trompe son ennui en multipliant les conquêtes féminines. Fragilisée par le comportement de son époux, dont elle est toujours amoureuse, Alexandra de Grèce adopte alors une attitude de plus en plus dangereuse pour sa santé. Probablement sujette à l’anorexie, elle développe en outre une dysmorphophobie après la naissance de son fils, ce qui la conduit à subir une ablation des seins. En 1950, la reine en exil fait une première tentative de suicide, lors d’un séjour chez sa mère. Après plusieurs années d’errance entre l’Italie, les États-Unis et la France, Alexandra s’installe définitivement au Jardin d'Eden après la mort de Pierre II, en 1970.
Très touchée par le destin de sa fille, Aspasía voit sa propre santé se dégrader progressivement au fil des années. Gravement malade, elle ne peut assister au mariage de son unique petit-fils avec la princesse Maria da Glória d’Orléans-Bragance le 1er juillet 1972. Un mois plus tard, le 7 août 1972, Aspasía s’éteint à l’Ospedale al Mare de Venise. À l’époque, la Grèce vit sous le régime de la Dictature des colonels et Alexandra choisit d’enterrer sa mère dans le carré orthodoxe du cimetière de l’île vénitienne de San Michele. Ce n’est qu’après la disparition d’Alexandra, en janvier 1993, que les dépouilles d’Aspasía et de sa fille sont finalement transférées, à la demande du prince Alexandre de Yougoslavie, dans les jardins de Tatoï.

## Quartiers de la princesse
|  | |  |  |  |  |  |  |  |  |  |  |  |  |  |  |  |
|  | 16. Dimitrios Mános (d. 1828) Postelnic de Valachie et Caïmacan de Moldavie                          |  |  |  |  |  |  |  |  |  |  |  |  |  |  |  |
|  | |  |  |  |  |  |  |  |  |  |  |  |  |  |  |  |
|  | |  |  |  |  |  |  |  |  |  |  |  |  |  |  |  |
|  | 8. Konstantínos Mános (1785-1835) Écrivain et juriste phanariote                                     |  |  |  |  |  |  |  |  |  |  |  |  |  |  |  |
|  | |  |  |  |  |  |  |  |  |  |  |  |  |  |  |  |
|  | |  |  |  |  |  |  |  |  |  |  |  |  |  |  |  |
|  | 17. Marioara Caradja (????-????) (fille du prince Nicolas Caradja)                                   |  |  |  |  |  |  |  |  |  |  |  |  |  |  |  |
|  | |  |  |  |  |  |  |  |  |  |  |  |  |  |  |  |
|  | |  |  |  |  |  |  |  |  |  |  |  |  |  |  |  |
|  | 4. Thrasývoulos Mános (1835-1922) Général de l'Armée grecque                                         |  |  |  |  |  |  |  |  |  |  |  |  |  |  |  |
|  | |  |  |  |  |  |  |  |  |  |  |  |  |  |  |  |
|  | |  |  |  |  |  |  |  |  |  |  |  |  |  |  |  |
|  | 18. Iácobos Argyrópoulos (1774-1850) Ministre ottoman à Berlin et Grand Dragoman de la Sublime Porte |  |  |  |  |  |  |  |  |  |  |  |  |  |  |  |
|  | |  |  |  |  |  |  |  |  |  |  |  |  |  |  |  |
|  | |  |  |  |  |  |  |  |  |  |  |  |  |  |  |  |
|  | 9. Sevastia Argyrópoulos (1806-1883)                                                                 |  |  |  |  |  |  |  |  |  |  |  |  |  |  |  |
|  | |  |  |  |  |  |  |  |  |  |  |  |  |  |  |  |
|  | |  |  |  |  |  |  |  |  |  |  |  |  |  |  |  |
|  | 19. Marioara Soutzo (d. 1846) (fille du prince Michel II Soutzo)                                     |  |  |  |  |  |  |  |  |  |  |  |  |  |  |  |
|  | |  |  |  |  |  |  |  |  |  |  |  |  |  |  |  |
|  | |  |  |  |  |  |  |  |  |  |  |  |  |  |  |  |
|  | 2. Pétros Mános (1871-1918) Colonel de l'Armée grecque                                               |  |  |  |  |  |  |  |  |  |  |  |  |  |  |  |
|  | |  |  |  |  |  |  |  |  |  |  |  |  |  |  |  |
|  | |  |  |  |  |  |  |  |  |  |  |  |  |  |  |  |
|  | 20. Kyriakoúlis Mavromichális (d. 1822) Combattant de la guerre d'indépendance grecque               |  |  |  |  |  |  |  |  |  |  |  |  |  |  |  |
|  | |  |  |  |  |  |  |  |  |  |  |  |  |  |  |  |
|  | |  |  |  |  |  |  |  |  |  |  |  |  |  |  |  |
|  | 10. Pétros Mavromichális (1819-1852) Militaire et député grec                                        |  |  |  |  |  |  |  |  |  |  |  |  |  |  |  |
|  | |  |  |  |  |  |  |  |  |  |  |  |  |  |  |  |
|  | |  |  |  |  |  |  |  |  |  |  |  |  |  |  |  |
|  | 21. Anna Benakis (????-????) (fille du magnat Panayótis Benákis)                                     |  |  |  |  |  |  |  |  |  |  |  |  |  |  |  |
|  | |  |  |  |  |  |  |  |  |  |  |  |  |  |  |  |
|  | |  |  |  |  |  |  |  |  |  |  |  |  |  |  |  |
|  | 5. Roxane Mavromichalis (1848-1905)                                                                  |  |  |  |  |  |  |  |  |  |  |  |  |  |  |  |
|  | |  |  |  |  |  |  |  |  |  |  |  |  |  |  |  |
|  | |  |  |  |  |  |  |  |  |  |  |  |  |  |  |  |
|  | 22. Konstantínos Soutzo (d. 1873) (petit-fils du prince Michel II Soutzo)                            |  |  |  |  |  |  |  |  |  |  |  |  |  |  |  |
|  | |  |  |  |  |  |  |  |  |  |  |  |  |  |  |  |
|  | |  |  |  |  |  |  |  |  |  |  |  |  |  |  |  |
|  | 11. Euphrosine Soutzo (1830-1878)                                                                    |  |  |  |  |  |  |  |  |  |  |  |  |  |  |  |
|  | |  |  |  |  |  |  |  |  |  |  |  |  |  |  |  |
|  | |  |  |  |  |  |  |  |  |  |  |  |  |  |  |  |
|  | 23. Ruxandra Racovitza (d. 1866) (fille du boyard Dimitrios Racovitza)                               |  |  |  |  |  |  |  |  |  |  |  |  |  |  |  |
|  | |  |  |  |  |  |  |  |  |  |  |  |  |  |  |  |
|  | |  |  |  |  |  |  |  |  |  |  |  |  |  |  |  |
|  | 1. Aspasía Mános (1896-1972) Princesse de Grèce et de Danemark                                       |  |  |  |  |  |  |  |  |  |  |  |  |  |  |  |
|  | |  |  |  |  |  |  |  |  |  |  |  |  |  |  |  |
|  | |  |  |  |  |  |  |  |  |  |  |  |  |  |  |  |
|  | 24. Iácobos Argyrópoulos (1774-1850) Ministre ottoman à Berlin et Grand Dragoman de la Sublime Porte |  |  |  |  |  |  |  |  |  |  |  |  |  |  |  |
|  | |  |  |  |  |  |  |  |  |  |  |  |  |  |  |  |
|  | |  |  |  |  |  |  |  |  |  |  |  |  |  |  |  |
|  | 12. Periklís Argyrópoulos (1810-1860) Ministre des Affaires étrangères de Grèce                      |  |  |  |  |  |  |  |  |  |  |  |  |  |  |  |
|  | |  |  |  |  |  |  |  |  |  |  |  |  |  |  |  |
|  | |  |  |  |  |  |  |  |  |  |  |  |  |  |  |  |
|  | 25. Marioara Soutzo (d. 1846) (fille du prince Michel II Soutzo)                                     |  |  |  |  |  |  |  |  |  |  |  |  |  |  |  |
|  | |  |  |  |  |  |  |  |  |  |  |  |  |  |  |  |
|  | |  |  |  |  |  |  |  |  |  |  |  |  |  |  |  |
|  | 6. Iácobos Argyrópoulos (1845-1923) Consul de Grèce à Smyrne et ambassadeur de Grèce à Belgrade      |  |  |  |  |  |  |  |  |  |  |  |  |  |  |  |
|  | |  |  |  |  |  |  |  |  |  |  |  |  |  |  |  |
|  | |  |  |  |  |  |  |  |  |  |  |  |  |  |  |  |
|  | 26. Radu Rosetti (1762-1838) Hetman de Moldavie                                                      |  |  |  |  |  |  |  |  |  |  |  |  |  |  |  |
|  | |  |  |  |  |  |  |  |  |  |  |  |  |  |  |  |
|  | |  |  |  |  |  |  |  |  |  |  |  |  |  |  |  |
|  | 13. Aglaia Rosetti (1810-1871)                                                                       |  |  |  |  |  |  |  |  |  |  |  |  |  |  |  |
|  | |  |  |  |  |  |  |  |  |  |  |  |  |  |  |  |
|  | |  |  |  |  |  |  |  |  |  |  |  |  |  |  |  |
|  | 27. Euphrosyne Mános (1784-1834) (fille du Postelnic Dimitrios Mános)                                |  |  |  |  |  |  |  |  |  |  |  |  |  |  |  |
|  | |  |  |  |  |  |  |  |  |  |  |  |  |  |  |  |
|  | |  |  |  |  |  |  |  |  |  |  |  |  |  |  |  |
|  | 3. María Argyrópoulos (1874-1930)                                                                    |  |  |  |  |  |  |  |  |  |  |  |  |  |  |  |
|  | |  |  |  |  |  |  |  |  |  |  |  |  |  |  |  |
|  | |  |  |  |  |  |  |  |  |  |  |  |  |  |  |  |
|  | 28. ????                                                                                             |  |  |  |  |  |  |  |  |  |  |  |  |  |  |  |
|  | |  |  |  |  |  |  |  |  |  |  |  |  |  |  |  |
|  | |  |  |  |  |  |  |  |  |  |  |  |  |  |  |  |
|  | 14. Anárgyros Petrákis (d. 1892) 1er Maire d'Athènes et ministre grec de la Justice et de la Marine  |  |  |  |  |  |  |  |  |  |  |  |  |  |  |  |
|  | |  |  |  |  |  |  |  |  |  |  |  |  |  |  |  |
|  | |  |  |  |  |  |  |  |  |  |  |  |  |  |  |  |
|  | 29. ????                                                                                             |  |  |  |  |  |  |  |  |  |  |  |  |  |  |  |
|  | |  |  |  |  |  |  |  |  |  |  |  |  |  |  |  |
|  | |  |  |  |  |  |  |  |  |  |  |  |  |  |  |  |
|  | 7. Aspasía Petrákis (????-????)                                                                      |  |  |  |  |  |  |  |  |  |  |  |  |  |  |  |
|  | |  |  |  |  |  |  |  |  |  |  |  |  |  |  |  |
|  | |  |  |  |  |  |  |  |  |  |  |  |  |  |  |  |
|  | 30. ????                                                                                             |  |  |  |  |  |  |  |  |  |  |  |  |  |  |  |
|  | |  |  |  |  |  |  |  |  |  |  |  |  |  |  |  |
|  | |  |  |  |  |  |  |  |  |  |  |  |  |  |  |  |
|  | 15. ????                                                                                             |  |  |  |  |  |  |  |  |  |  |  |  |  |  |  |
|  | |  |  |  |  |  |  |  |  |  |  |  |  |  |  |  |
|  | |  |  |  |  |  |  |  |  |  |  |  |  |  |  |  |
|  | 31. ????                                                                                             |  |  |  |  |  |  |  |  |  |  |  |  |  |  |  |
|  | |  |  |  |  |  |  |  |  |  |  |  |  |  |  |  |
|  | |  |  |  |  |  |  |  |  |  |  |  |  |  |  |  |

### Sur Aspasía et Alexandre
- (el) Αλέξανδρος Ζαούσης, Αλέξανδρος και Ασπασία, Athènes, Εκδόσεις Ωκεανίδα,‎ 2000, 253 p. (ISBN 978-960-41-0170-2)

### Sur la famille royale de Grèce
- (en) Julia Gelardi, Born to Rule : Granddaughters of Victoria, Queens of Europe, Headline Review, 2006, 457 p. (ISBN 978-0-7553-1392-1)
- (en) Michael of Greece, Arturo B. Eéche et Helen Hemis-Markesinis, The Royal Hellenic dynasty, Eurohistory, 2007, 182 p. (ISBN 978-0-9771961-5-9)
- (es) Ricardo Mateos Sáinz de Medrano, La Familia de la Reina Sofía, La Dinastía griega, la Casa de Hannover y los reales primos de Europa, Madrid, La Esfera de los Libros, 2004, 573 p. (ISBN 978-84-9734-195-0)
- (en) Alan Palmer et Michael of Greece, The Royal House of Greece, Weidenfeld Nicolson Illustrated, 1990 (ISBN 978-0-297-83060-3)
- (en) John Van der Kiste, Kings of the Hellenes : The Greek Kings, 1863-1974, Sutton Publishing, 1994, 200 p. (ISBN 978-0-7509-2147-3)
- (en) Hugo Vickers, Alice, Princess Andrew of Greece, Londres, Hamish Hamilton, 2000 (ISBN 978-0-241-13686-7)

### Mémoires princières
- (fr) S.A.R. le prince Christophe de Grèce, Le Monde et les cours, Paris, Plon, tr. fr., 1939 (ASIN B003B4DF7W)
- (fr) Alexandra de Yougoslavie, Pour l'amour de mon roi, Paris, Gallimard, Coll. L'air du temps, tr. fr., 1957 (ASIN B0064KTV00)

### Histoire de la Grèce
- (en) Michael Llewellyn Smith, Ionian Vision : Greece in Asia Minor 1919–1922, Londres, Hurst & Co, 1998 (ISBN 978-1-85065-413-1)